# Dolichodasys carolinensis
Dolichodasys carolinensis is een buikharige uit de familie Cephalodasyidae. Het dier komt uit het geslacht Dolichodasys. Dolichodasys carolinensis werd in 1977 voor het eerst wetenschappelijk beschreven door Ruppert & Shaw. 